# Swargarohini
Der Swargarohini ist ein 6252 m hoher Berg im indischen Bundesstaat Uttarakhand im westlichen Garhwal-Himalaya.
Der Berg befindet sich im Distrikt Uttarkashi. Westlich des Hauptgipfels liegt der 6247 m hohe Swargarohini II sowie der 6209 m hohe Swargarohini III. Ein weiterer Nebengipfel bildet der Swargarohini IV mit 5966 m.
Der Swargarohini erhebt sich nördlich des 2000 m tiefer gelegenen Bandarpunchgletschers. An seiner Nordflanke strömt der Jaundhar-Bamak-Gletscher in westlicher Richtung.
Der Swargarohini wurde am 3. Mai 1990 von Mitgliedern des Nehru Institute of Mountaineering über den Ostsüdostgrat erstbestiegen.